# Seth Greisinger
Seth Adam Greisinger, född den 29 juli 1975 i Kansas City i Kansas, är en amerikansk före detta professionell basebollspelare som tog brons för USA vid olympiska sommarspelen 1996 i Atlanta.
Greisinger, som var pitcher, spelade därefter fyra säsonger i Major League Baseball (MLB) 1998, 2002 och 2004–2005. Han spelade för Detroit Tigers (1998 och 2002), Minnesota Twins (2004) och Atlanta Braves (2005). Totalt spelade han 42 matcher i MLB och var 10-16 (10 vinster och 16 förluster) med en earned run average (ERA) på 5,51.
Greisinger flyttade sedan till Sydkorea och spelade 2005–2006 för Kia Tigers i ligan som numera heter KBO League, varefter han spelade i japanska Nippon Professional Baseball (NPB) för Tokyo Yakult Swallows (2007), Yomiuri Giants (2008–2011) och Chiba Lotte Marines (2012–2013).